# Kałek (województwo lubuskie)
Kałek (niem. Kalke, łuż. Kalk) – wieś w Polsce położona w województwie lubuskim, w powiecie żarskim, w gminie Lubsko.
W latach 1975–1998 miejscowość administracyjnie należała do województwa zielonogórskiego.
O wsi Kałek po raz pierwszy wspomniano w dokumentach w 1558 roku pod niemiecką nazwą Kalkow. Wieś wasali panujących dziedziców w Brodach została w 1816 roku podzielona między chłopów. Do dzisiaj we wsi zostały zachowane fragmenty starej zabudowy.